# Cimerman
Cimerman (Godziemba odmienna) – polski herb szlachecki z nobilitacji, odmiana herbu Godziemba.

## Opis herbu
Opis zgodnie z klasycznymi regułami blazonowania:
W polu błękitnym drzewo o pniu i trzech koronach zielonych i pięciu korzeniach żółtych. Labry – błękitno-żółto-czerwone. Klejnot - nad hełmem złotym z wnętrzem błękitnym, bez korony, rycerz w pełnej zbroi i hełmie prętowym złotych, trzymający w obu rękach godło herbowe.
W historycznym opisie herbu opisano tylko tarczę herbową. Wizerunek hełmu, klejnotu i labrów znalazł się na rysunku na dyplomie nobilitacyjnym.
Tadeusz Gajl podał wersję herbu bez zróżnicowania barwy korzeni, labrów, złotego hełmu oraz klejnotu.

## Najwcześniejsze wzmianki
Nadany 18 maja 1505 Dorocie, żonie Macieja Cimermana (Czmermana – Zimmermana).

## Herbowni
Był to herb osobisty Doroty Cimerman.